# 類本質論
類本質論（希臘語：ὁμοιούσιος），又譯類本體論、類質論、本質相似說，這個學說的支持者稱為類質派（Homoiousian）、像同質派。這是基督教神學中對聖子與聖父關係的一種觀點，出現於西元四世紀。這個觀點與同本體論（Homoousion）不同，這派主張，聖子與聖父的本質（Ousia）相似，但不相同，因此聖父與聖子不是一體，不完全等同。

## 概論
這個名詞由類似的（希臘語：ὅμοιος），與本質（希臘語：οὐσία）組成，字面意思為類似的存在，類似的性質。本質（Ousia）是古希臘哲學使用的術語，相當於是存在（essence）與性質（substance）。
這派神學家不接受同本體論的觀點，認為聖子與聖父不是同一的，只是類似的。因此他們與從屬論相同，皆主張聖子的位階低於聖父。也因此，這派觀點被歸類在反對三位一體與尼西亞信經的異端陣營中。
根據古代作家，這個觀點的起源，通常被歸於Basil of Ancyra，但現在保存下來的著作中，並沒有留下相關段落。一般認為，這個論點在該撒利亞的優西比烏的著作中發展完全。